# Alfred Simon
Alfred Simon, né le 24 octobre 1922 à Flottemanville-Hague (Manche) et décédé le 7 juillet 2017 à Pontoise (Val-d'Oise), est un écrivain et journaliste français, critique de théâtre.

## Biographie
Il collabore dès 1951 à la revue Esprit où il tenait la chronique théâtrale, a participé durant plus de vingt ans aux débats animés du Masque et la Plume sur France Inter, enseigné l'histoire du théâtre à l'ENSATT (École de la rue Blanche) et contribué à l'Encyclopaedia Universalis.
Compagnon de route de l'aventure du TNP au temps de Jean Vilar, il donne de nombreuses conférences dans le cadre du Festival d'Avignon, puis soutient les créations collectives du Théâtre du Soleil. En 1978, il joue dans le film d'Ariane Mnouchkine Molière (1978). 
Il est l'auteur de nombreux ouvrages sur le théâtre dont un Molière par lui-même qui a connu plusieurs rééditions et traductions, et une biographie, Molière, une vie, saluée par l'ensemble de la critique.
Officier dans l'Ordre des Arts et des Lettres.

## Ouvrages
- Molière par lui-même, "Écrivains de toujours" no 40, Éditions du Seuil, 1957
- Théâtre complet de Molière[3], édition présentée et annotée par Alfred Simon, in Théâtre Classique Français, Le Club Français du Livre, 1958-1960 (1965)
- Dictionnaire du théâtre français contemporain, Larousse, 1970
- Les Signes et les songes : essai sur le théâtre et la fête, Éditions du Seuil, 1976
- Le Tartuffe dans la mise en scène de Roger Planchon, l'Avant-scène, 1977
- Le théâtre à bout de souffle ? collection "Intervention", Éditions du Seuil, 1979
- Beckett, "les dossiers belfond", Pierre Belfond, 1983[4]
- Le T.E.P: un théâtre dans la cité, Beba, 1987
- Jean Vilar, qui êtes-vous? La manufacture, 1987 (La Renaissance du livre, 2001)
- Molière, une vie, La manufacture, 1987 (Points poche, 1995)
- La Planète des clowns[5], La manufacture, 1988
- Alain Cuny : le désir de parole (conversations et rencontres avec Alfred Simon), La manufacture, 1989 (La Renaissance du livre, 2000)
- Toulouse-Lautrec, La manufacture, 1990